# 1885 Herero
1885 Herero (1948 PJ) là một tiểu hành tinh vành đai chính được phát hiện ngày 9 tháng 8 năm 1948 bởi Johnson, E. L. ở Johannesburg (UO).